# Georg Fredrik Tigerstedt
Georg Fredrik Tigerstedt, född 17 juni 1729 i Jorois, död 29 december 1790 i Rantasalmi (avrättad), var en finländsk militär. Han var far till Gregori Fredrik Tigerstedt.
Tigerstedt tjänstgjorde i finska armén och fick 1783 avsked som överstelöjtnant. Sedermera levde han som privatman på sin egendom Engelsnäs i Jorois. Han deltog inte i Anjalaförbundets händelser 1788, men året därpå inlät han sig i förrädiska förbindelser med ryske generalen von Schultz, som infallit i Savolax och tjänade honom som spion samt bland annat bidrog till att sprida ryska kungörelser. Sedan ryssarna blivit tvungna att vika tillbaka, föll han i de svenska myndigheternas händer och dömdes den 21 maj 1790 av Vasa hovrätt förlustig liv, ära och egendom samt avrättades vid Rantasalmi kyrka i december samma år.